# ベトナムの国立公園

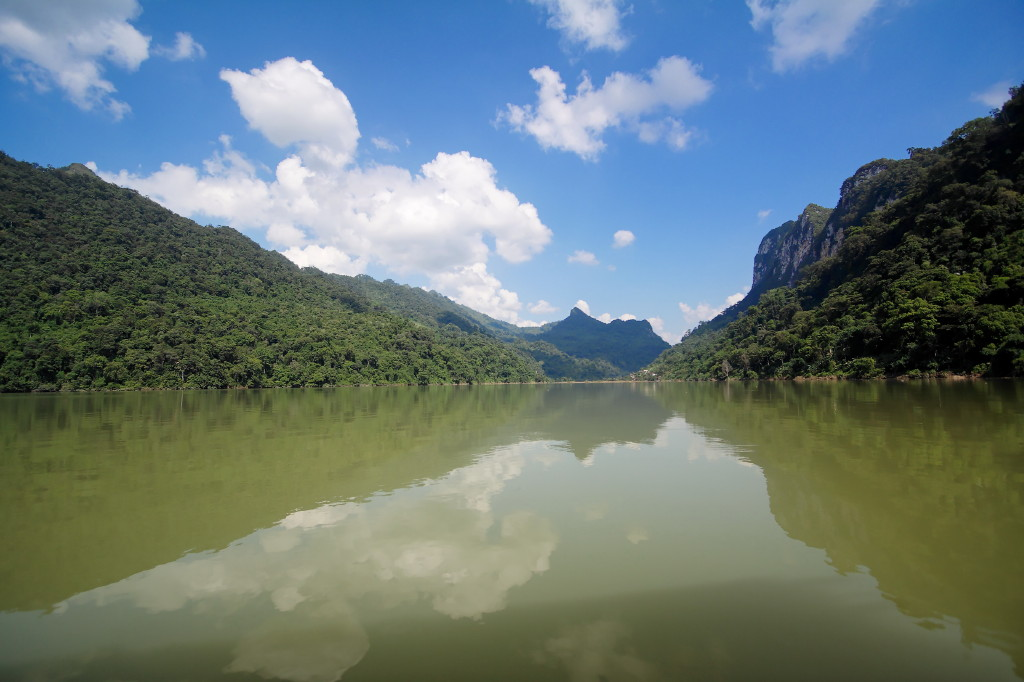
バベ国立公園

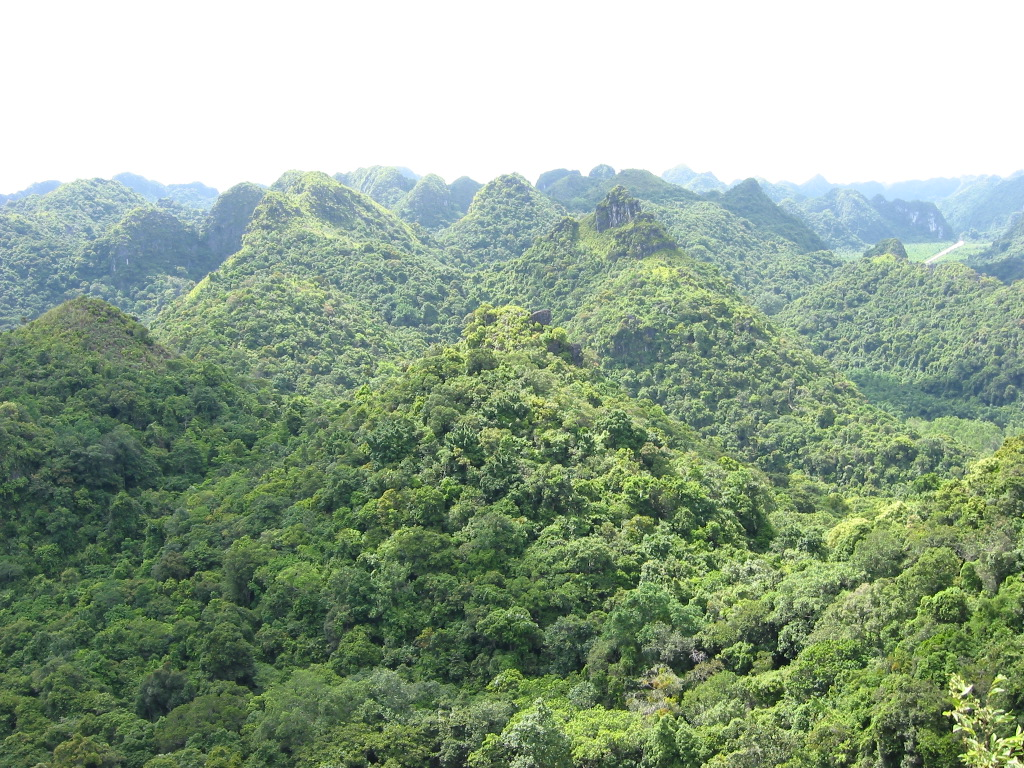
カットバ国立公園

ベトナムの国立公園（ベトナムのこくりつこうえん、ベトナム語: Danh sách các vườn quốc gia tại Việt Nam）は、ベトナムの国立公園に関して記述する。

## 概要
ベトナムの国立公園は、法令を通じてベトナム政府によって公式に認められた称号である。通常、多くの省や市の領内にある国立公園はベトナム農業農村開発省に（Ministry of Agriculture and Rural Development）よって管理されているが、省や市の境界内にある国立公園は省や市の人民委員会によって管理されている。ベトナムの国立公園は、自然の生態系、動植物、亜熱帯雨林など、多様な自然の景観を保護するために、北から南、国境から離島まで広がっている。
現在、ベトナムには34の国立公園がある。クックフォン国立公園（Cúc Phương National Park）は、1966年にニンビン省、タインホア省、ホアビン省の三省に跨って設立された最初の国立公園である。一方、最近設立された国立公園は、2020年12月にクアンナム省に設立されたソンタン国立公園（Vườn quốc gia Sông Thanh）である。フォンニャ＝ケバン国立公園は最大の面積を持つ国立公園であり、シュアントゥイ国立公園（Xuân Thủy National Park）のマングローブ林は最小の面積の国立公園である。
フォンニャ＝ケバン国立公園は、2003年以来、ユネスコによって世界遺産に認定されているベトナムで唯一の国立公園である。さらに、バイトゥロン国立公園（Bai Tu Long National Park）の一部は、ハロン湾の世界遺産にも含まれている。カットバ島のカッティエン国立公園（Cát Tiên National Park）やカットバ国立公園（Cát Bà National Park）など、他のいくつかの国立公園もユネスコの暫定遺産リストに含まれている。バベ国立公園（Ba Bể National Park）は、バベナハン自然遺産地域に属している。ベトナムのもう一つの提案された遺産は、クックフォン国立公園にあるコンムン洞窟である。

## 一覧
ベトナムの国立公園のいくつかを、以下に示す（あいうえお順）。
- カッティエン国立公園
- コンソン島国立公園
- バ・ヴィ国立公園
- フーコック島国立公園
- フォンニャ＝ケバン国立公園
- プーマット国立公園

## 参照項目
- ベトナムの世界遺産